# Babucha

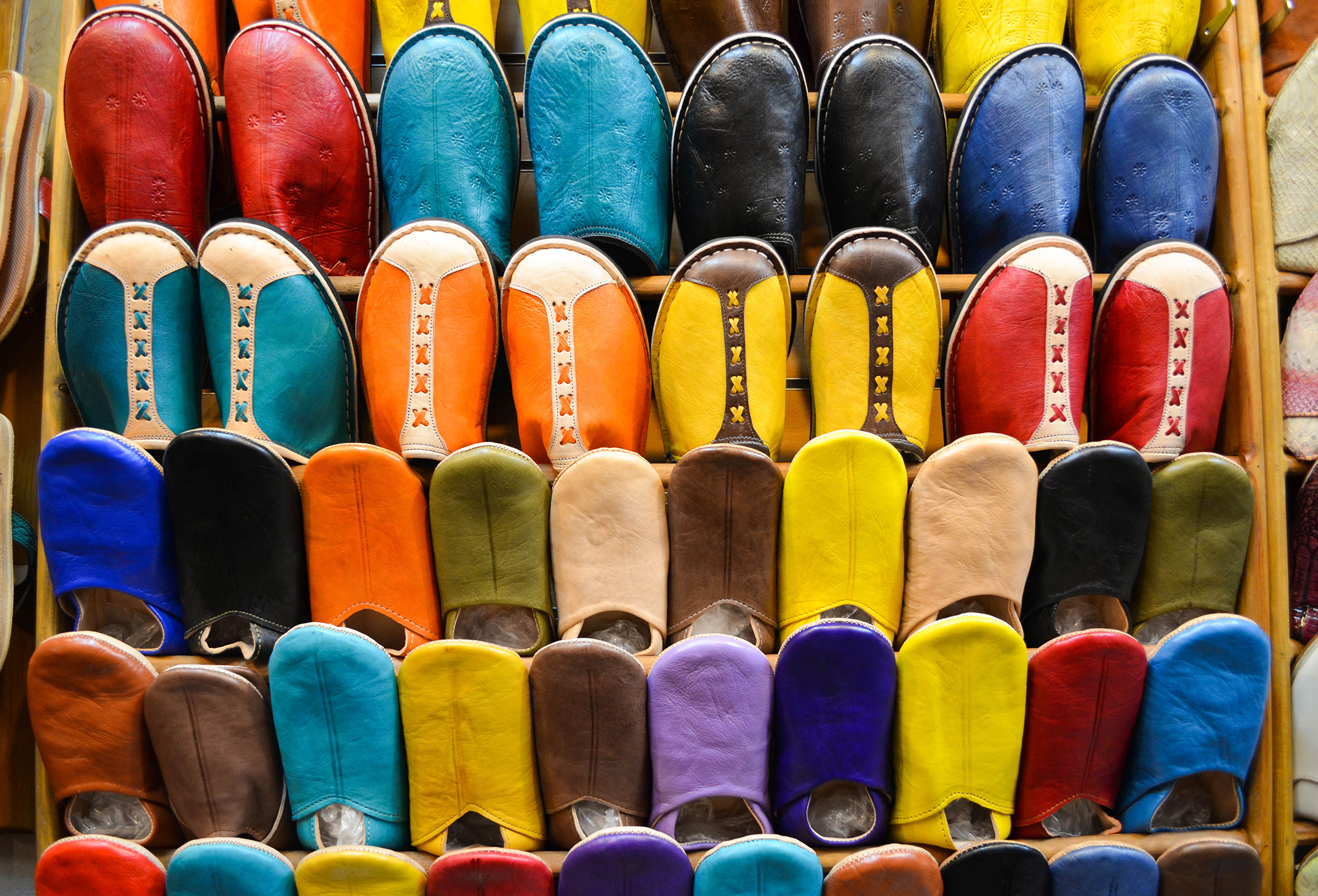
Babuchas teñidas de diferentes colores en el zoco de la plaza de Yamaa el Fna, en Marrakech.

Las babuchas son un tipo de calzado típico del mundo árabe, que consisten en una zapatilla ligera abierta por el talón y terminada en punta.  

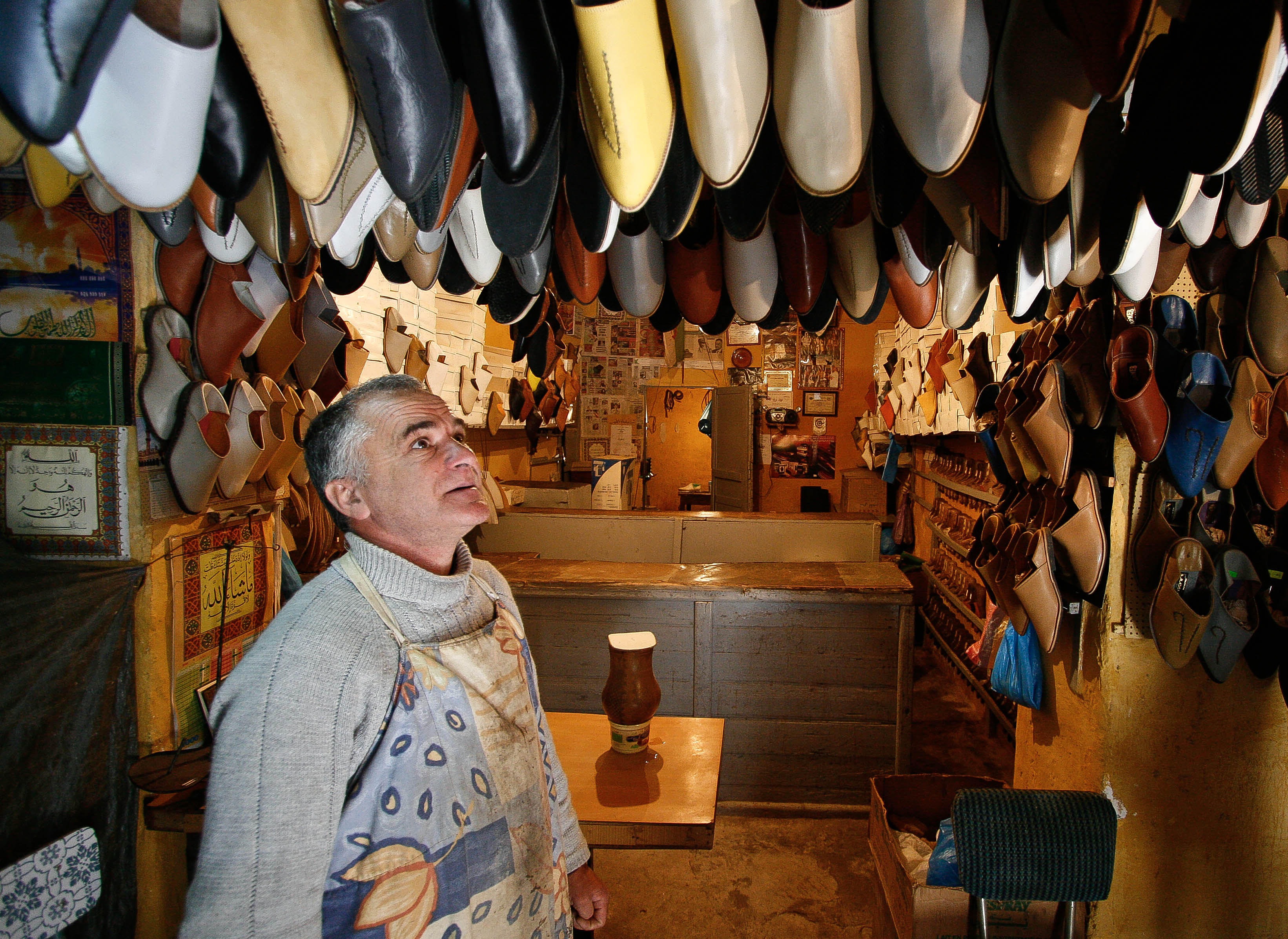
Fabricante de babuchas en Argelia

Las babuchas son propias tanto de hombres como de mujeres. Se confeccionan en cuero o en plástico y se presentan en gran variedad de diseños y decoraciones: con lentejuelas, a rayas, de colores, etc. Las babuchas son típicos productos de artesanía de algunos países como Marruecos en donde existe un gran tradición en labores de marroquinería. 
Los zapatos se pueden adquirir en gran variedad de diseños en los puestos de los zocos de las principales ciudades.
En España, se llevan como parte de los trajes árabes, por ejemplo en las representaciones de moros y cristianos que se celebran en la Comunidad Valenciana. 
- Datos: Q3180074
- Multimedia: Babouche / Q3180074